# Bombe (Michel)
Bombe è il terzo album pubblicato dal beatmaker Michel nel 2009.
I rapper che hanno collaborato sono Jack the Smoker, Huga Flame, Dublinerz (Bassi Maestro, Supa & Lord Bean), Ghemon Scienz, Kiave, Fedez, Shai e Maxi B. Il pezzo Tu scappi feat. Maxi B è anche presente nell'album Invidia di Maxi B.

## Tracce
1. Sta arrivando (con Meddaman)
2. Ancora
3. Tu scappi (con Maxi B)
4. Battiti (con Huga Flame)
5. I Love You
6. Soldi (con Dublinerz)
7. Se ti va (con Jack the Smoker)
8. Non sai (con Shai)
9. Colpa del rap (con Fedez)
10. Il nome (con Ghemon Scienz)
11. Trucchi (con Diego)
12. Essere te (con Fadamat)
13. Dentro le tasche (con Massakrasta)
14. Giorno e Notte (con Alessio Beltrami e Matt Manen)
15. Indie (con DDP)
16. Regole (con Palla & Lana)
17. Non ci capiamo (con Kiave)
18. Godzilla (con Sisma & Dano)
19. Tu scappi RMX (con Maxi B)